# Hukumpeta, Visakhapatnam
Hukumpeta là một thị trấn trong vùng đô thị Visakhapatnam, thuộc huyện Visakhapatnam, bang Andhra Pradesh, Ấn Độ. It was a census town and an urban agglomeration constituent of Araku as per 2011 census of India, which was fully included into the corporation on ngày 18 tháng 3 năm 2013, along with 11 panchayats. It also forms a part of Greater Visakha Urban Development Authority.